# Valentina Cortese

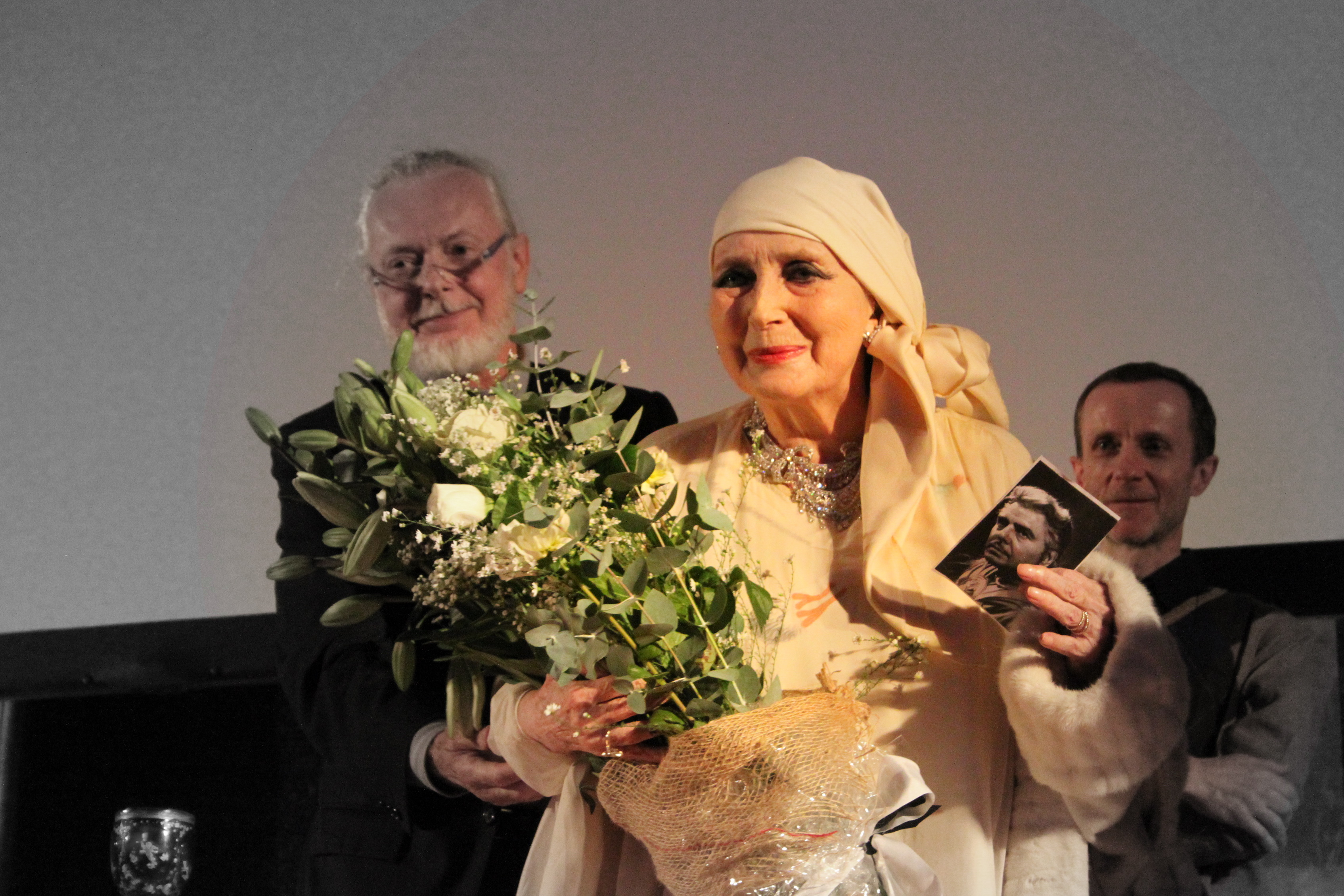
Valentina Cortese (2012)

Valentina Cortese (* 1. Januar 1923 in Mailand, Lombardei; † 10. Juli 2019 ebenda) war eine italienische Schauspielerin.

## Leben
Cortese war von klein auf von der Schauspielerei begeistert und ging noch als Teenager nach Rom, wo sie Schauspielkurse der „Scalera Film“ besuchte. Einer der dort Unterrichtenden, Guido Salvini, verhalf ihr zu einer ersten Kleinstrolle in L’orizzonte dipinto 1941. Bereits im folgenden Kinowerk Il bravo di Venezia, das die Scalera auch produzierte, hatte sie die weibliche Hauptrolle inne. Die blonde, schlanke, grazile Darstellerin wurde zur Vorzeigeverlobten der faschistischen Filmindustrie Italiens, zur wohlerzogenen, bescheidenen jungen Frau, die immer unter Liesbesqualen zu leiden hatte. Diesem Stereotyp blieb sie bis zum Ende des Zweiten Weltkrieges verhaftet. Unzufrieden mit dieser Festlegung, wandte sich Cortese dem Theater zu und spielte neben Carlo Tamberlani ab Oktober 1944 in Jacques Devals Mademoiselle und dann unter Lamberto Picassos Regie in Die Frauen von Clare Boothe Luce am Teatro Valle in Rom. 1945/1946 spielte sie am Teatro Eliseo unter Ettore Giannini. Schließlich vereinte Alessandro Blasetti ein Starensemble mit Cortese, Vittorio De Sica, Elisa Cegani, Anna Proclemer, Massimo Girotti, Camillo Pilotto, María Mercader und Annibale Betrone für ein Priestley- und ein Pirandello-Stück.
Die Bühnenerfahrung ließ Cortese bald interessante Kinoangebote erhalten. Zwar war die (mit verdientem Besuchererfolg einhergehende) Rolle der Lehrerin in Un americano in vacanza noch ihrem Kriegsklischee verhaftet. Doch ihre nächste Rolle (in Roma città libera) bot ihr die Möglichkeit, bislang ungeahnte schauspielerische Reife zu zeigen, die sie bald auch eine internationale Karriere in Großbritannien und in Hollywood angehen ließ. Den Ko-Star ihres amerikanischen, ausdrucksstark gespielten The House on Telegraph Hill von Robert Wise aus dem Jahr 1951, Richard Basehart, heiratete sie bald darauf. Mit ihrer professionellen Karriere im Ausland allerdings unzufrieden, kehrte Cortese (mit ihrem Mann) nach Italien zurück, wo sie in den nächsten Jahren allerdings ebenfalls nur ihre Fähigkeiten unterfordernde Werke drehte. Auch die internationalen Koproduktionen dieser Zeit boten kaum anderes als die Rolle der Schönen. In Die barfüßige Gräfin war sie als verwitwete Schwester des Grafen hinter Humphrey Bogart, Ava Gardner und Rossano Brazzi besetzt.
Michelangelo Antonioni ermöglichte ihr mit seinem Film Die Freundinnen (1955) neue schauspielerische Erfolge. Die Rolle einer melancholischen, sehnsuchtsvollen Frau wurde mit einem Nastro d’Argento für die beste Nebenrolle ausgezeichnet. In den Folgejahren finden sich allerdings (mit Ausnahme des spanischen Calabuig) meist uninteressantere, stromlinienförmige Filme in Corteses Filmografie. Gegen Ende der 1950er und zu Beginn des Folgejahrzehnts wurden der Schauspielerin nur wenige Kinorollen angeboten, darunter die barock und grotesk geschminkte Valentina in Federico Fellinis Julia und die Geister (1965), die elegante und leidenschaftslose Julia in Barabbas (1961), die gierige und autoritäre Mathilde Miller in Der Besuch (1964).
Vom Kino qualitativ enttäuscht und quantitativ unterfordert, wandte sich Cortese ab 1959 wieder mehr der Bühne zu. Im Laufe der nächsten fünfzehn Jahre entstanden am „Piccolo Teatro della Città“ in Mailand unter Regisseur Giorgio Strehler beachtete Aufführungen von u. a. Stücken Anton Tschechows, William Shakespeares, Luigi Pirandellos, Bertolt Brecht und Carlo Goldoni. 1973 trat sie neben Umberto Orsini und Adriana Asti in Luchino Viscontis letzter Theaterarbeit, Harold Pinters Alte Zeiten, auf. Zehn Jahre später war sie die Maria Stuart in Franco Zeffirellis Inszenierung. Immer weniger im Kino zu sehen, nahm Cortese auch Fernsehangebote wahr, darunter Arbeiten von Dino Partesano und Silverio Blasi.
Anfang der 1970er Jahre konnte Cortese mit zwei herausragenden Nebenrollen wieder auf der Kinoleinwand auf sich aufmerksam machen. So spielte sie neben Claude Jade, Jean-Pierre Cassel und John McEnery die Mutter des letzteren in Gérard Brachs tragikomischem Le bateau sur l’herbe (1971) und neben Richard Burton, Alain Delon und Romy Schneider Leo Trotzkis zweite Frau in  Das Mädchen und der Mörder. Auf diese beiden Filme folgte ihre berühmteste Rolle, für die sie für den Oscar für die Beste Nebendarstellerin nominiert wurde: die alternde Schauspielerin Séverine in François Truffauts Die amerikanische Nacht. Für diese Darstellung gewann sie nicht nur den Britischen Filmpreis, sondern war auch für den Golden Globe Award sowie bei der Oscarverleihung 1975 in der Kategorie Beste Nebendarstellerin für den Oscar nominiert.
Zu Corteses weiteren bekannten Film- und Fernsehrollen zählen jene der Herodias in Franco Zeffirellis Bibelverfilmung Jesus von Nazareth von 1977 und der Mutter von Franz von Assisi in Zeffirellis Filmdrama Bruder Sonne, Schwester Mond von 1972. Es gelang ihr, sich ab den 1980er Jahren neben Alida Valli und Sophia Loren als eine der „großen alten Damen“ unter Italiens Darstellerinnen zu etablieren; sie war jedoch ab 1994 nicht mehr als Filmschauspielerin aktiv. 2017 hatte der Dokumentarfilm Diva! über ihr Leben bei den Filmfestspielen von Venedig Premiere.
Cortese war zwischen 1951 und 1960 mit dem US-amerikanischen Schauspieler Richard Basehart verheiratet. Aus der Ehe ging ein Sohn, Jackie Basehart, hervor. Valentina Cortese starb im Juli 2019 im Alter von 96 Jahren in Mailand.

## Filmografie (Auswahl)
- 1941: Orizzonte dipinto
- 1942: Karawane (Una signora dell’ovest)
- 1947: Echo der Liebe (The Glass Mountain)
- 1949: Graf Cagliostro (Black Magic)
- 1949: Malaya (Malaya)
- 1949: Gefahr in Frisco (Thieves’ Highway)
- 1950: Frauen ohne Namen (Sonne senza nome)
- 1950: Graf Orlows gefährliche Liebe (Shadow of the Eagle)
- 1951: The House on Telegraph Hill
- 1952: Die Verblendeten (Secret People)
- 1954: Die barfüßige Gräfin (The Barefoot Contessa)
- 1954: Die Verrufenen (Donne proibite)
- 1955: Frauen um Richard Wagner (Magic Fire)
- 1955: Die Freundinnen (Le amiche)
- 1956: Calabuig (Calabuch)
- 1959: Liebe und Verdruß (Amore e guai)
- 1961: Barabbas (Barabbà)
- 1962: Axel Munthe – Der Arzt von San Michele
- 1964: Der Besuch (La vendetta della signora)
- 1965: Julia und die Geister (Giulietta degli spiriti)
- 1966: Heiße Nächte (Soleil noir)
- 1968: Große Lüge Lylah Clare (The Legend of Lylah Clare)
- 1970: Wenn Marie nur nicht so launisch wär’ (Les Caprices de Marie)
- 1970: Erste Liebe (First Love)
- 1970: Madly
- 1971: Le bateau sur l’herbe
- 1971: Mordanklage gegen einen Studenten (Imputazione di omicidio per uno studente)
- 1972: Bruder Sonne, Schwester Mond (Fratello Sole, sorella Luna)
- 1972: Das Mädchen und der Mörder (L‘assassinat de Trotsky)
- 1973: Die amerikanische Nacht (La Nuit américaine)
- 1975: Auge um Auge (La città sconvolta: caccia spietata ai rapitori)
- 1976: Der Dreh mit dem Millionencoup (Gli amici di Nick Hezard)
- 1976: Der große Angeber (Le grand escogriffe)
- 1977: Jesus von Nazareth (Jesus of Nazareth)
- 1980: Der Tag, an dem die Welt unterging (When Time Ran Out …)
- 1981: La Ferdinanda – Sonate für eine Medici-Villa
- 1987: Via Montenapoleone (VIa Montenapoleone)
- 1988: Die Abenteuer des Baron Münchhausen (The Adventures of Baron Munchhausen)
- 1989: Die Verlobten (I promessi sposi) (TV-Miniserie)
- 1990: Buster’s Bedroom
- 1993: Franco Zeffirellis Spatz (Sparrow)